# بلايني جونسون
بلايني جونسون (بالإنجليزية: Blaine Johnson) هو سائق سباق أمريكي، ولد في 22 مايو 1962 في سانتا ماريا في الولايات المتحدة، وتوفي في 31 أغسطس 1996 في إنديانابوليس في الولايات المتحدة.